# Helena Gnoińska
Helena Maria Gnoińska z d. Drozdowicz (ur. 13 grudnia 1892 w Maluszynie, zm. 2 kwietnia 1940 w Palmirach) – polska bibliotekarka, nauczycielka, działaczka społeczno-polityczna.

## Życiorys
Helena Gnoińska urodziła się w rodzinie Bolesława Drozdowicza (oficjalisty rolnego, spółdzielcy, kierownika spółdzielni spożywczej) i Heleny z Biernackich. Wychowała się w środowisku inteligencji pracującej (jej dziadek był burmistrzem Kielc). Kształciła się w gimnazjum w Radomiu, które opuściła podczas strajku szkolnego w 1905. Dalej uczyła się na pensji Henryki Domańskiej w Piotrkowie. W 1913 ukończyła Wyższe Kursy Pedagogiczne dla Kobiet Leonii Rudzkiej w Warszawie. Następnie podjęła pracę nauczycielki w szkołach społecznych w Warszawie i w szkole powszechnej w Kruszynie (1918–1920).
W 1919 poślubiła lekarza Henryka Gnoińskiego i zamieszkała z nim w Krakowie, gdzie uczęszczała na tamtejszy Uniwersytet. W 1922 powróciła do Warszawy, gdzie nauczała w szkole powszechnej. W 1925 porzuciła działalność pedagogiczną i rozpoczęła pracę jako bibliotekarka. Organizowała biblioteki. Kierowała Wypożyczalnią im. Stanisława Wyspiańskiego na ul. Żurawiej, funkcjonującą początkowo w ramach Towarzystwa Bibliotek Publicznych, a od 1935 jako placówka Biblioteki Publicznej m. Warszawy.
Równolegle angażowała się społecznie. W 1909 została członkinią Organizacji Młodzieży Narodowej. Po jej rozłamie w 1911 przeszła do Organizacji Młodzieży Niepodległościowej „Zarzewie”, gdzie wchodziła w skład kierowniczej grupy Legii Niepodległości oraz Zwierzchności Okręgowej w Warszawie. W 1912 odbyła szkołę rekrucką Armii Polskiej, po czym w 1913 dołączyła do Polskich Drużyn Strzeleckich, a w czasie I wojny światowej do Polskiej Organizacji Wojskowej. W 1912 została zastępową żeńskiej drużyny skautowej im. Emilii Plater w Warszawie oraz należała do warszawskiej komisji szkolnej organizacji młodzieżowej Związek Szkolny. W okresie II RP była zaangażowana również w działalność kombatancką.
Po nastaniu okupacji niemieckiej w 1939 zaangażowała się w zbrojny ruch oporu. Organizowała między innymi punkt kontrolny dla przysyłanych z zagranicy łączników. Jednocześnie kierowała dalej biblioteką, rezygnując z uposażenia na rzecz bardziej potrzebujących koleżanek. 18 stycznia 1940 została w swojej wypożyczalni aresztowana przez Gestapo i osadzona w więzieniu na Mokotowie. Zorganizowała tam obchody rocznicy powstania styczniowego. 2 kwietnia 1940 została rozstrzelana podczas zbiorowych egzekucji w Palmirach. Po wojnie jej ciało ekshumowano i pochowano na miejscowym cmentarzu.